# .ge
.ge – domena internetowa przypisana dla stron internetowych z Gruzji. Została utworzona 2 grudnia 1992. Zarządza nią Caucasus Online LLC.